# Enerhodar
Energodar
Enerhodar (ukrainien : Енергодар) ou Energodar (russe : Энергодар), littéralement « don d'énergie », est une ville du raïon de Vassylivka dans l'oblast de Zaporijjia, en Ukraine, à proximité de la Centrale nucléaire de Zaporijjia. Sa population était estimée à 53 567 habitants en 2019.

## Géographie

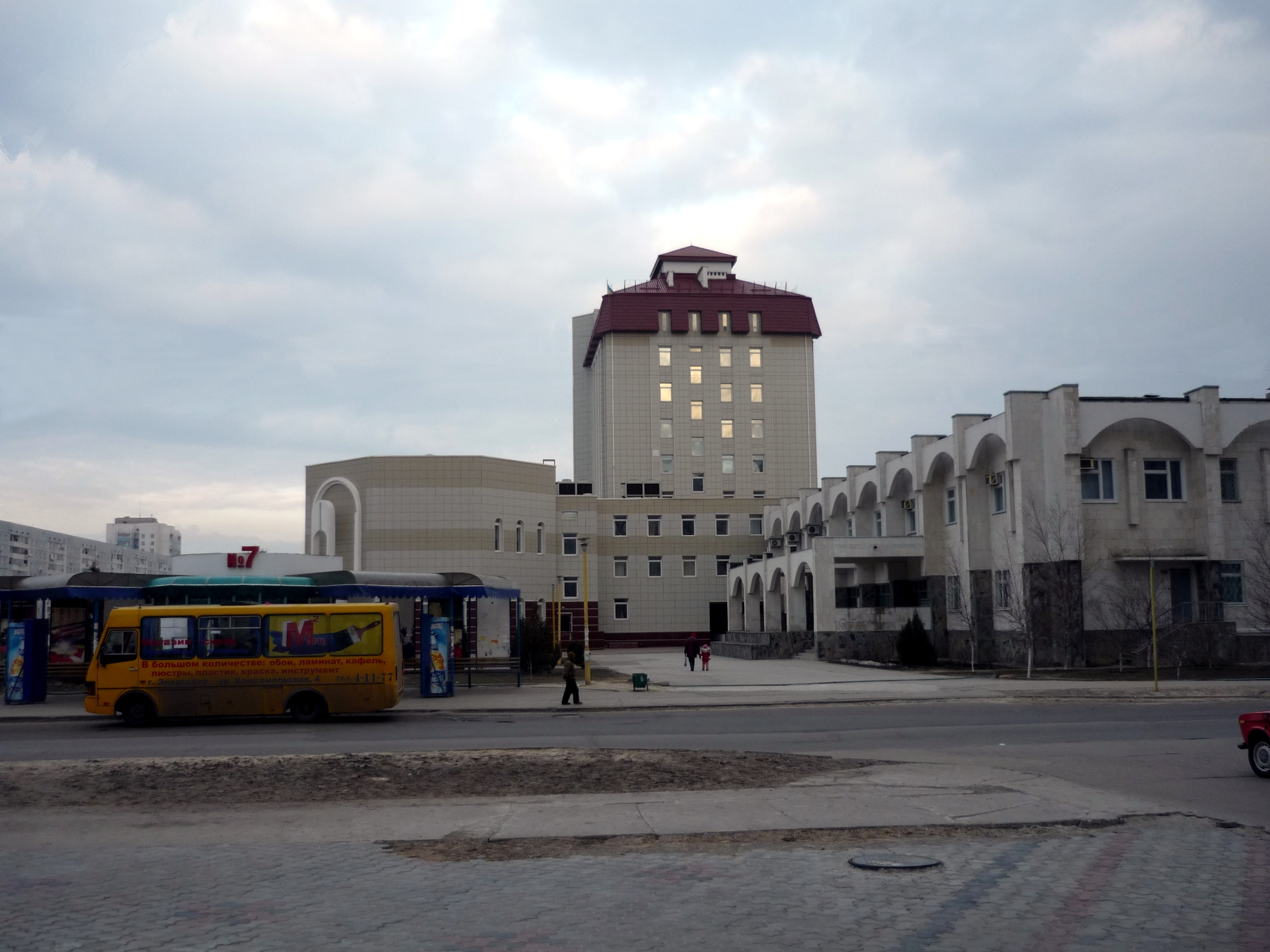
La mairie.

### Situation
Enerhodar est située sur la rive gauche du Dniepr, près de réservoir de Kakhovka, à 52 km au sud-ouest de Zaporijjia.

### Transports
Enerhodar se trouve à 116 km de Zaporijjia par le chemin de fer et à 125 km par la route.

## Histoire

### Origine
La ville a été fondée le 12 juin 1970 dans le cadre de la construction de la centrale nucléaire de Zaporijjia, la plus puissante centrale nucléaire d'Europe, qui se trouve sur le territoire de la ville. Le premier réacteur a été mis en service en 1985.
Le village où logeaient les ouvriers travaillant aux préparatifs de construction de la centrale a reçu son nom le 23 novembre 1972. Le nom ukrainien et le nom russe peuvent être traduits, en français, par « Don de l'énergie » ou « Cadeau de l'énergie ».

### Guerre russo-ukrainienne
Le 28 février 2022, la Russie affirme s'être emparé de la ville ainsi que de la centrale nucléaire de Zaporijjia. Le maire d’Enerhodar, Dmitri Orlov, nie cette affirmation, un peu plus tard.
Le 3 mars, il est confirmé que la ville est tombée aux mains des troupes russes.

## Population
Recensements (*) ou estimations de la population :
| 1979*  | 1989*  | 2001*  | 2009   |
| ------ | ------ | ------ | ------ |
| 14 043 | 47 100 | 56 242 | 54 319 |

| 2010   | 2011   | 2012   | 2013   |
| ------ | ------ | ------ | ------ |
| 54 389 | 54 484 | 54 638 | 54 708 |

| 2014   | 2015   | 2016   | 2017   |
| ------ | ------ | ------ | ------ |
| 54 536 | 54 481 | 54 330 | 54 281 |

| 2018   | 2019   | - | - |
| ------ | ------ | - | - |
| 53 842 | 53 567 | - | - |

### Lieux d’intérêt culturel

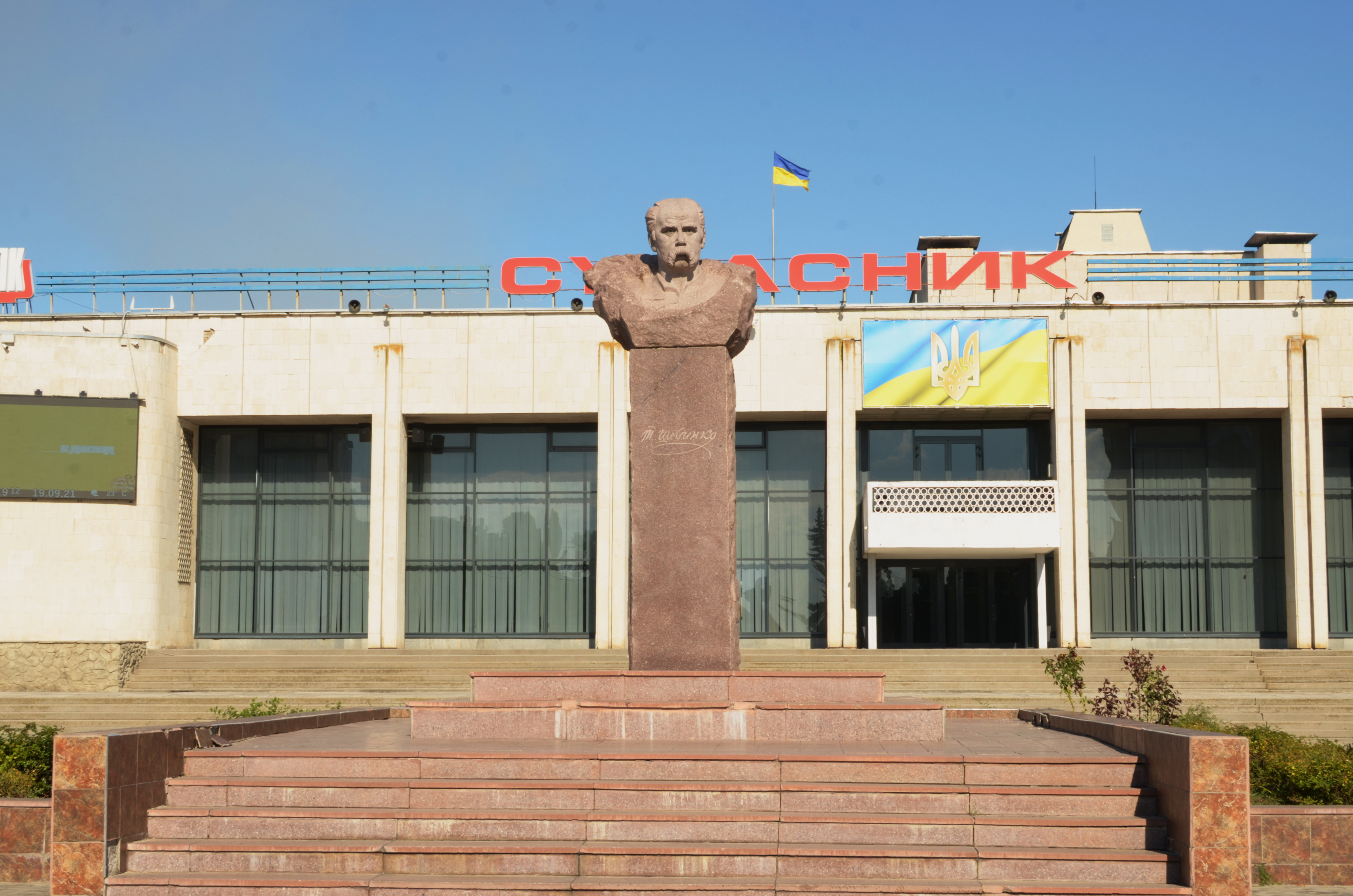
Buste de Taras Chevtchenko, classé[4],
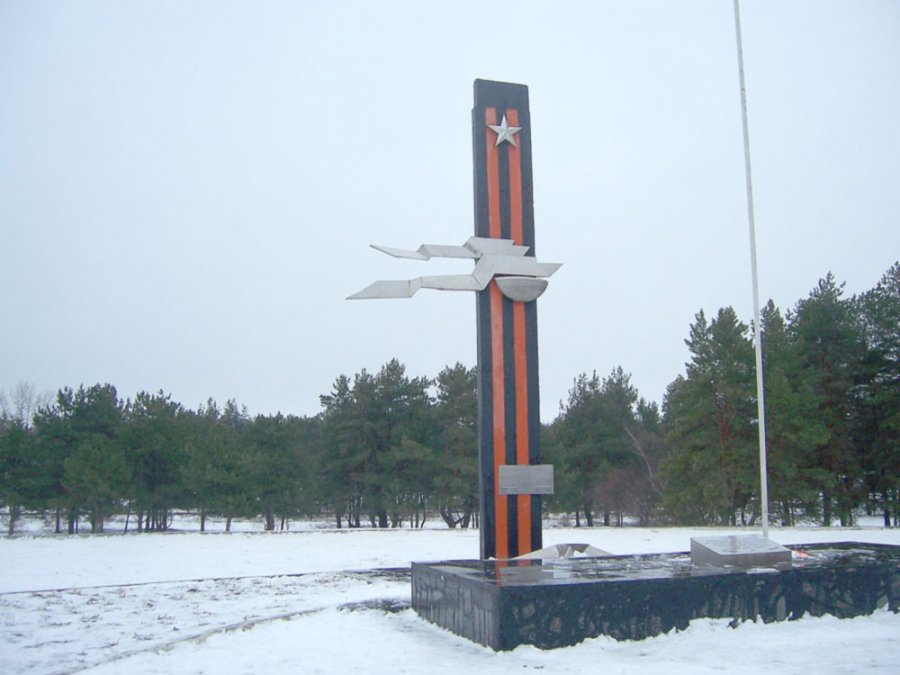
mémorial de la seconde guerre mondiale, classé[5],
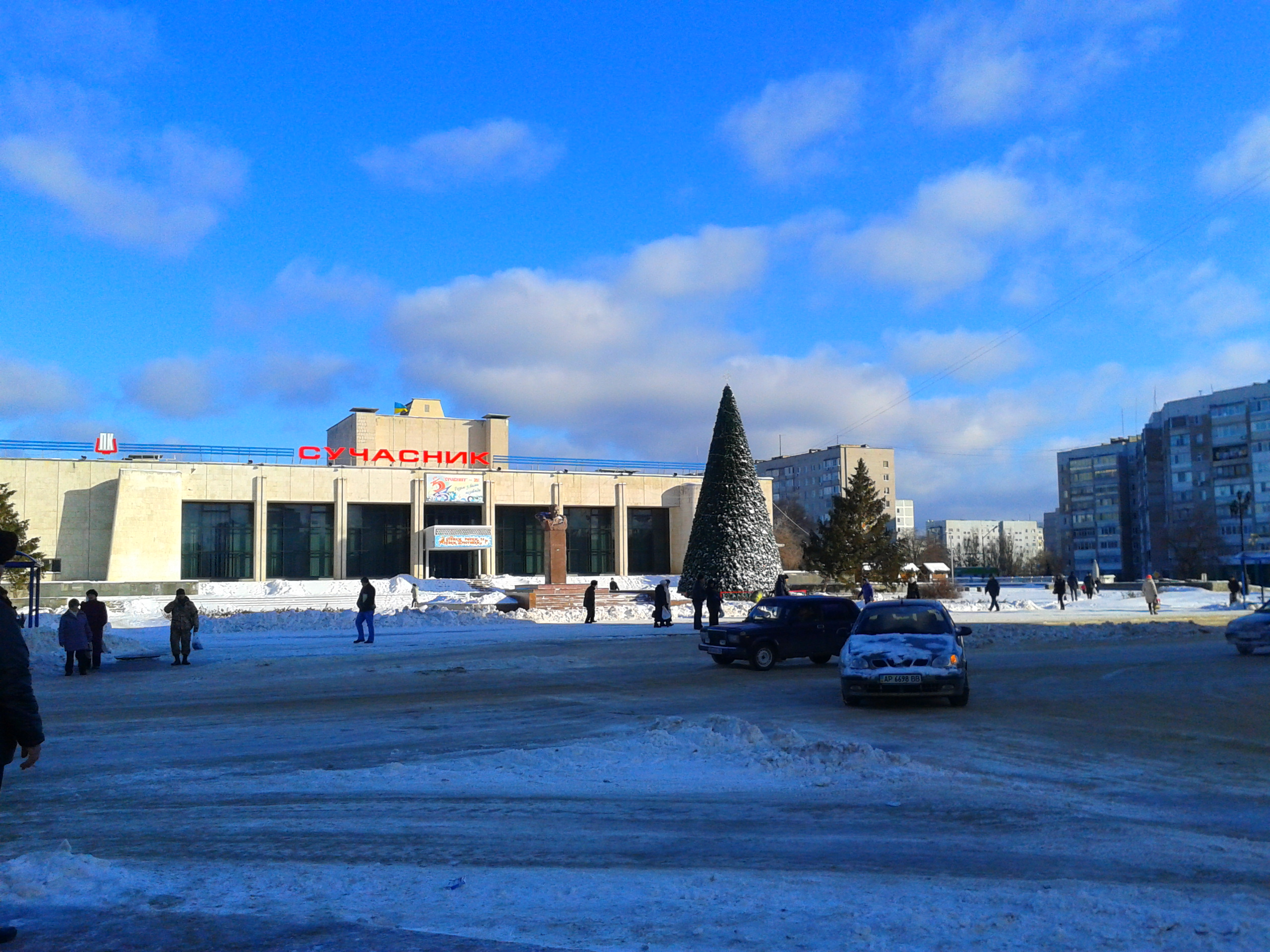
palais de la culture,
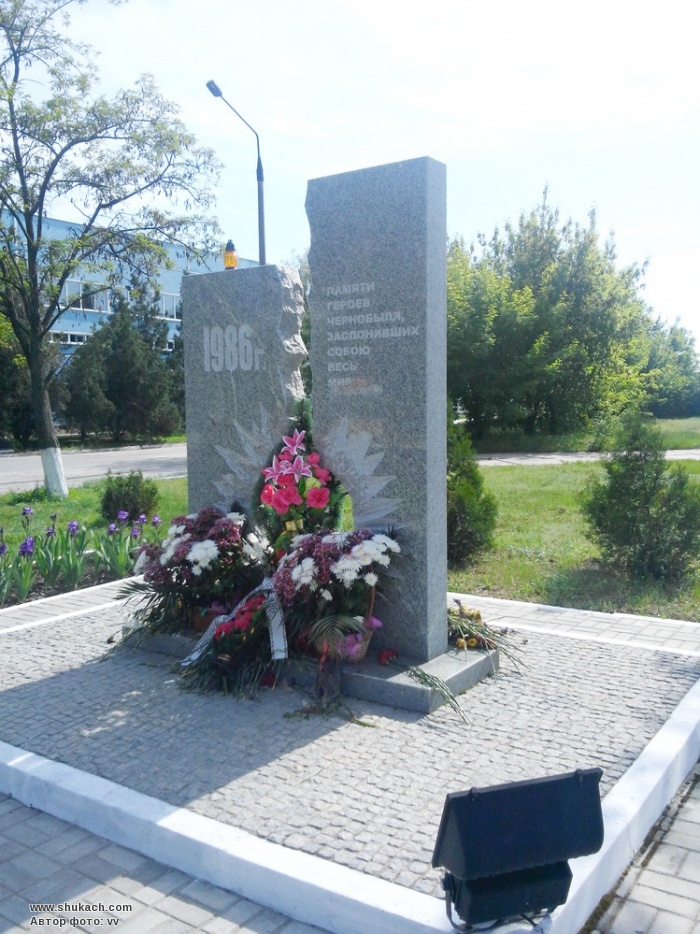
aux victimes de Tchernobyl.